# Effie (Minnesota)
Effie es una ciudad ubicada en el condado de Itasca en el estado estadounidense de Minnesota. En el Censo de 2010 tenía una población de 123 habitantes y una densidad poblacional de 13,03 personas por km².

## Geografía
Effie se encuentra ubicada en las coordenadas 47°50′28″N 93°38′15″O / 47.84111, -93.63750. Según la Oficina del Censo de los Estados Unidos, Effie tiene una superficie total de 9.44 km², de la cual 9.44 km² corresponden a tierra firme y (0%) 0 km² es agua.

## Demografía
Según el censo de 2010, había 123 personas residiendo en Effie. La densidad de población era de 13,03 hab./km². De los 123 habitantes, Effie estaba compuesto por el 95.93% blancos, el 0.81% eran afroamericanos, el 0% eran amerindios, el 1.63% eran asiáticos, el 0% eran isleños del Pacífico, el 0% eran de otras razas y el 1.63% pertenecían a dos o más razas. Del total de la población el 0% eran hispanos o latinos de cualquier raza.